# الکساندرا له
الکساندرا له (انگلیسی: Alexandra Le؛ زادهٔ ۳ مهٔ ۲۰۰۴) تیرانداز زن اهل قزاقستان است.
وی در مسابقات کشوری و بین‌المللی در مجموع برندهٔ ۱ مدال طلا، ۱ مدال نقره، ۳ مدال برنز شده است.